# Joël Ris
Joël Ris (* 16. Januar 2001 in Bern) ist ein Schweizer Fussballspieler.

## Karriere
Ris begann seine Laufbahn in der Jugend des BSC Young Boys. Zur Saison 2019/20 wurde er in das Kader der zweiten Mannschaft befördert, für die er bis zum COVID-bedingten Abbruch der Spielzeit 12 Partien in der viertklassigen 1. Liga absolvierte. In der folgenden Saison kam er in allen 13 Ligaspielen zum Einsatz und schoss dabei sieben Tore. Im Sommer 2021 wechselte er zum liechtensteinischen Hauptstadtklub FC Vaduz. Am 22. August 2021, dem 4. Spieltag, gab er beim 1:1 gegen den FC Schaffhausen sein Profidebüt in der zweitklassigen Challenge League, als er in der 82. Minute für Matteo Di Giusto eingewechselt wurde. Nach insgesamt 29 Partien in der zweithöchsten Schweizer Spielklasse verliess er den FC Vaduz nach der Saison 2022/23 und stiess 2024 für die Rückrunde 2023/24 zum FC Bulle. Danach schloss er sich dem FC Kriens an.

## Erfolge
- Liechtensteiner Cup: 2022, 2023